# Scone-i palota
A Scone-i palota (Scone Palace) Skócia történelmi palotáinak egyike. Egy 16. századi kastély alapjain épült 1803 és 1808 között William Atkinson tervei alapján, David Murray, Mansfield harmadik grófja (3rd Earl of Mansfield) megrendelésére. A vöröses homokkőből épített épület a késő georgián neogótikus stílus klasszikus példája. A birtok a középkorban a scone-i apátságé volt, az itt található Moot Hillen álló Scone-i kövön koronázták a skót királyokat.

## A palota kertje
A palota előtti emelkedik a Moot Hill, a skót királyok ősi koronázó helye egy presbiteriánus kápolnával, és a nevezetes scone-i kő másolatával. Egykoron ezen a területen álltak Scone házai, mikor azonban 1803-ban hozzáfogtak a palota neogótikus stílusú átépítéséhez, a települést 3 km-rel áthelyezték, a mai New Scone területére. A településből megmaradt néhány rész, ezek közül a legjelentősebb a 16. századi kapu, amely Scone város kapuja volt.

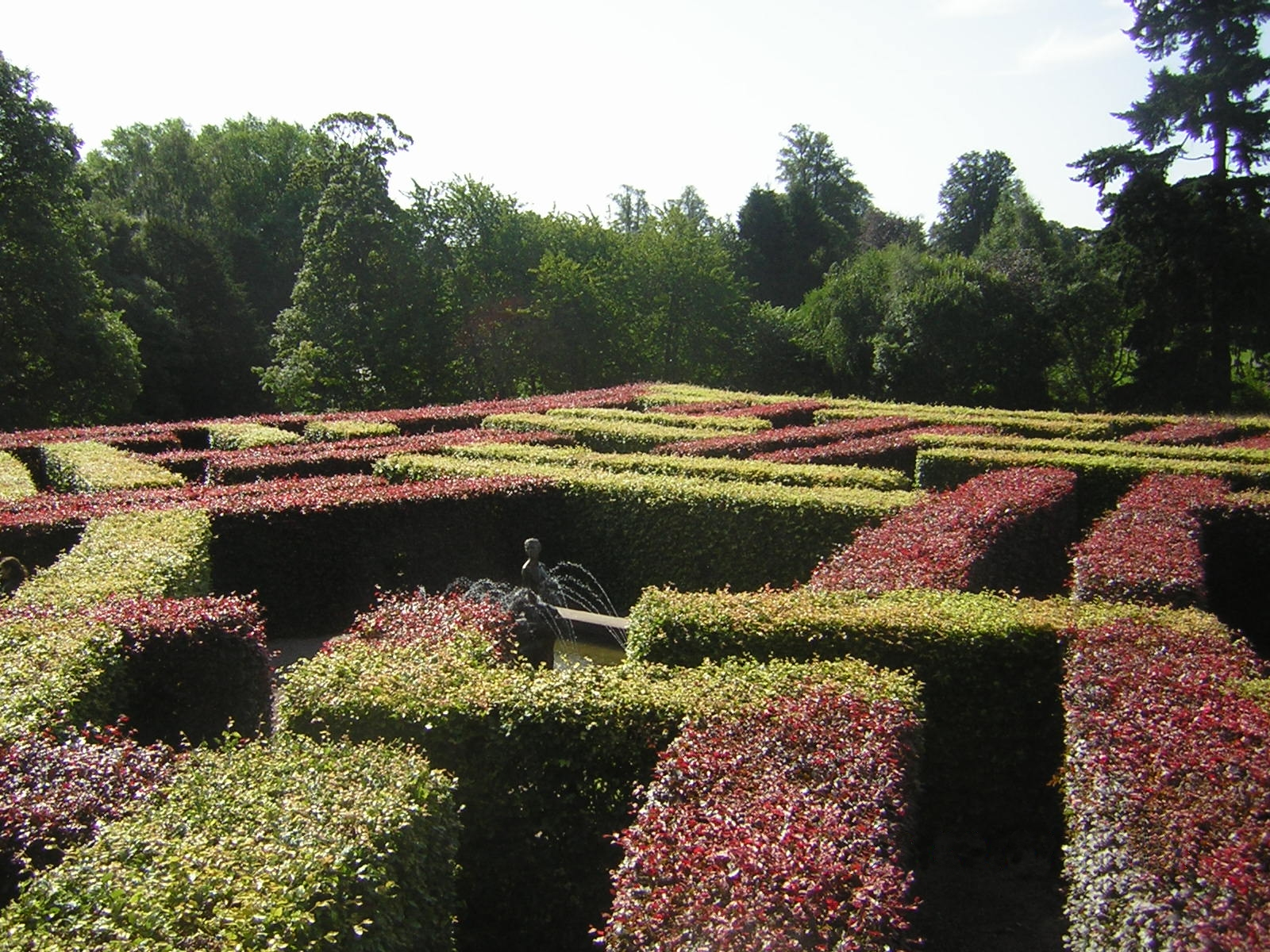
A Murray-csillaglabirintus részlete

A palotakert további nevezetessége a fenyőgyűjtemény (Pinetum). David Douglas 1799-ben Scone-ban született, később hét éven keresztül a scone-i palota kertészeként dolgozott. Egyik nevezetessége a parknak az a 65 méter magos duglászfenyő, amely David Dunglas által 1826-ban küldött fenyőmagból sarjadt.
Hasonlóan nem csak kultúrtörténeti, hanem botanikai érdekesség is a Murray-csillaglabirintus. Ezt a Murray család címerében szereplő 5-ágú csillag rajzolatát mintázó labirintust Adrian Fisher labirintustervező tervezte. A labirintust 2000 részben vörös, részben zöld bükkfából alakították ki, ami felülről nézve jellegzetes skót tartán (skót kockás) mintát ad.